# إن بي أي
الرابطة الوطنية لكرة السلة (بالإنجليزية: National Basketball Association) وتعرف اختصارًا باسم إن بي أي (بالإنجليزية: NBA)، وتسمى أيضًا باسم الدوري الأمريكي لكرة السلة للمحترفين، هي الاتحاد الأكثر احترافًا للعبة كرة السلة، وأحد أكبر الدوريات الرياضية في أمريكا الشمالية. يتألف الدوري من ثلاثين نادي، تسعة وعشرين منها من الولايات المتحدة ونادي واحد من كندا هو نادي تورونتو رابتورز.
تأسس الدوري في مدينة نيويورك في 6 يونيو، 1946 وعرف آنذاك باسم اتحاد الرابطة الأمريكية لكرة السلة. في عام 1949، تم الاندماج بين اتحاد الرابطة الأمريكية لكرة السلة المعروف باسم (بالإنجليزية: BAA) وبين غريمه اتحاد الدوري الوطني لكرة السلة المعروف باسم (بالإنجليزية: NBL) ليعلن رسمياً عن ولادة الرابطة الوطنية لكرة السلة والذي يختصر باسم (بالإنجليزية: NBA). ويذكر أن كرة السلة واحدة من أكثر الرياضة شعبية بين الرياضة في الولايات المتحدة.
أكثر الأندية فوزاً باللقب هو بوسطن سيلتيكس برصيد 18 بطولة يليه لوس أنجلوس ليكرز والذي يمتلك 17 بطولة أيضاً.

كأس البطولة الذي يُمنح للفريق الفائز بالدوري

## البدايات
تأسست رابطة كرة السلة الأميريكية سنة 1946 على يد مالكي ملاعب الهوكي على الجليد في شمال شرق ووسط غرب الولايات المتحدة وكندا، في الأول من تشرين الثاني سنة 1946 في تورتنو استقبل فريق تورتنتو هاسكي فريق نيويروك نيكس في ملعب المابل ليف غاردن في مباراة تعتبرها الرابطة الوطنية لكرة السلة المباراة الأولى في تاريخها وقد سجل السلة الأولى اللاعب أوسي سكيكتمن من النيكس. وعلى الرغم من أنه كان هناك القليل من المحاولات لإقامة دوريات كرة سلة إلا أن دوري الرابطة الأميركية (السلف لرابطة كرة السلة الوطنية) كانت أول بطولة تقام على صعيد واسع.

### رابطة كرة السلة الأمريكية
الرابطة الأمريكية لكرة السلة (ABA) تأسست كبديل للرابطة الوطنية لكرة السلة في عام 1967 في وقت كانت فيه الدوري الأميركي للمحترفين يحظى بالكثير من الشعبية. عرضت الرابطة الأمريكية لكرة السلة روح بديلة وأسلوب جديد للّلعبة وكذلك بعض التغييرات في القواعد. يوليوس إرفينغ كان اللاعب الرائد في الدوري، وساعد على إطلاق أسلوب حديث من اللعب الذي يتركز بالقفز واللعب فوق الحافة. وأكد الدوري على الإثارة والحيوية، سواء كان ذلك في لون الكرة (الأحمر والأبيض والأزرق)، وطريقة اللعب، وزيادة النقاط مثل الرمية الثلاثية. كان الاعتراف الوطني والأرباح منخفضة، مما دفع الدوري للبحث عن وسيلة للخروج من مشاكله. فكان الاندماج مع الرابطة الوطنية لكرة السلة الأكثر نجاحًا وثباتًا ينظر إليه على أنه الحل. فتم دمج الرابطة الأمريكية لكرة السلة مع الرابطة الوطنية لكرة السلة في صيف عام 1976.

## التاريخ
تأسست عام 1946 في نيويورك و رئيسها الحالي ادم سليفر

### تطورات أخرى
بعد عامين من انتقال فريق هورنتس إلى نيو أورلينز، عادت رابطة كرة السلة الأميركية إلى ولاية كارولينا الشمالية، حيث تم تشكيل فريق شارلوت بوبكاتس كفريق توسعي في عام 2004.
انتقل فريق هورنتس مؤقتًا إلى مدينة أوكلاهوما في عام 2005 لمدة موسمين بسبب الأضرار التي سببها إعصار كاترينا. عاد الفريق إلى نيو أورلينز في عام 2007.
تم تقديم كرة لعب رسمية جديدة في 28 يونيو 2006، لموسم 2006-2007، مما يمثل أول تغيير للكرة منذ أكثر من 35 عامًا وثاني كرة فقط في 60 موسمًا. تم تصنيع الكرة الجديدة بواسطة Spalding، وتتميز بتصميم جديد ومادة صناعية جديدة ادعت Spalding أنها توفر قبضة وإحساسًا وثباتًا أفضل من الكرة الأصلية. ومع ذلك، كان العديد من اللاعبين صريحين في ازدرائهم للكرة الجديدة، قائلين إنها كانت لزجة للغاية عندما كانت جافة، وزلقة للغاية عندما كانت مبللة.
أعلن المفوض ستيرن في 11 ديسمبر 2006 أنه اعتبارًا من 1 يناير 2007، سيعود الدوري الاميركي للمحترفين لكرة السلة إلى كرة السلة الجلدية التقليدية المستخدمة قبل موسم 2006-2007. تأثر التغيير بشكاوى اللاعبين المتكررة وإصابات اليد المؤكدة (الجروح) الناجمة عن الكرة المصنوعة من الألياف الدقيقة. رفعت رابطة اللاعبين دعوى نيابة عن اللاعبين ضد الدوري الاميركي للمحترفين بشأن الكرة الجديدة. اعتبارًا من موسم 2017-2018، يتم تصنيع قمصان فريق الدوري الاميركي للمحترفين بواسطة شركة نايكي، لتحل محل المورد السابق، أديداس. سترتدي جميع الفرق قمصانًا تحمل شعار نايكي باستثناء فريق شارلوت هورنتس، الذي سيحمل قمصانه بدلاً من ذلك شعار Jumpman المرتبط بمؤيد نايكي منذ فترة طويلة مايكل جوردن، الذي يمتلك فريق هورنتس.
بدأ مكتب التحقيقات الفيدرالي تحقيقًا في 19 يوليو 2007، بشأن مزاعم مفادها أن الحكم المخضرم في الدوري الأميركي للمحترفين لكرة السلة تيم دوناجي راهن على مباريات كرة السلة التي أدارها خلال الموسمين الماضيين وأنه اتخذ قرارات تؤثر على فارق النقاط في تلك المباريات. في 15 أغسطس 2007، أقر دوناجي بالذنب في تهمتين فيدراليتين تتعلقان بالتحقيق. ادعى دوناجي في عام 2008 أن بعض الحكام كانوا ودودين مع اللاعبين و"رجال الشركة" في الدوري الأميركي للمحترفين لكرة السلة، وزعم أن الحكام أثروا على نتيجة بعض مباريات التصفيات والنهائيات في عامي 2002 و2005. نفى مفوض الدوري الأميركي للمحترفين لكرة السلة ديفيد ستيرن هذه المزاعم وقال إن دوناجي كان مجرمًا مدانًا و"شاهدًا متعاونًا". قضى دوناجي 15 شهرًا في السجن وأُطلق سراحه في نوفمبر 2009. وفقًا لدراسة مستقلة أجراها رونالد بيتش عن المباراة السادسة من نهائيات المؤتمر الغربي لعام 2002 بين لوس أنجلوس ليكرز وساكرامنتو كينجز، على الرغم من أن الحكام زادوا من فرص فوز ليكرز من خلال قراراتهم الخاطئة أثناء المباراة، إلا أنه لم يكن هناك تواطؤ للتلاعب بالمباراة. وفيما يتعلق بـ "معاملة النجوم" المزعومة أثناء المباراة السادسة من قبل الحكام تجاه لاعبين معينين، زعم بيتش، "يبدو أن هناك مشكلات تتعلق بمعايير ومخصصات مختلفة للاعبين مختلفين".
وافق مجلس محافظي الرابطة الوطنية لكرة السلة على طلب فريق سياتل سوبرسونيكس بالانتقال إلى أوكلاهوما سيتي في 18 أبريل 2008. ومع ذلك، لم يتمكن الفريق من الانتقال حتى تسوية دعوى قضائية رفعتها مدينة سياتل، والتي كانت تهدف إلى إبقاء فريق سوبرسونيكس في سياتل للموسمين المتبقيين من عقد إيجار الفريق في كي أرينا. وبعد دعوى قضائية، توصلت مدينة سياتل إلى تسوية مع مجموعة مالكي سوبرسونيكس في 2 يوليو 2008، مما سمح للفريق بالانتقال إلى أوكلاهوما سيتي على الفور مقابل إنهاء الموسمين الأخيرين من عقد إيجار الفريق في كي أرينا. بدأ فريق أوكلاهوما سيتي ثاندر اللعب في موسم 2008-2009.
أقيمت أول مباراة خارجية في العصر الحديث للدوري في ملعب إنديان ويلز للتنس في 11 أكتوبر 2008، بين فينيكس صنز ودنفر ناجتس.
أقيمت أولى مباريات دوري كرة السلة الأميركي للمحترفين على أرض أوروبية في عام 2011. وفي مباراتين، واجه فريق نيوجيرسي نتس فريق تورونتو رابتورز في O2 أرينا في لندن أمام أكثر من 20 ألف مشجع.
بعد موسم 2012-2013، تم تغيير اسم فريق نيو أورليانز هورنتس إلى بيليكانز. خلال موسم 2013-2014، تقاعد ستيرن كمفوض بعد 30 عامًا، وصعد نائب المفوض آدم سيلفر إلى منصب المفوض. خلال تصفيات ذلك الموسم، استعاد فريق بوبكاتس رسميًا اسم هورنتس، وبموجب اتفاق مع الدوري وبيلكانز، حصل أيضًا على الملكية الوحيدة لجميع التاريخ والسجلات والإحصائيات من فترة بيليكانز في شارلوت. ونتيجة لذلك، يُعتبر فريق هورنتس رسميًا الآن أنه تأسس في عام 1988، وأوقف العمليات في عام 2002، واستأنف في عام 2004 باسم بوبكاتس، بينما يُعامل فريق بيليكانز رسميًا باعتباره فريق توسع في عام 2002.
في 29 أبريل 2014، تلقى دونالد ستيرلينج، مالك فريق لوس أنجلوس كليبرز آنذاك، عقوبة الإيقاف مدى الحياة من دوري كرة السلة الأميركي للمحترفين، بعد أن أصبحت تصريحاته العنصرية علنية. كما تم تغريم ستيرلينج 2.5 مليون دولار أميركي، وهو الحد الأقصى المسموح به بموجب دستور دوري كرة السلة الأميركي للمحترفين.
تم تعيين بيكي هامون من قبل فريق سان أنطونيو سبيرز في 5 أغسطس 2014 كمدربة مساعدة، لتصبح بذلك ثاني مدربة في تاريخ الدوري الأميركي للمحترفين لكرة السلة ولكنها أول مدربة بدوام كامل. وهذا يجعلها أيضًا أول مدربة بدوام كامل في أي من الرياضات الاحترافية الأربع الكبرى في أمريكا الشمالية.
أعلنت الرابطة الوطنية لكرة السلة في 15 أبريل 2016 أنها ستسمح لجميع فرقها الثلاثين ببيع شارات إعلانية لرعاة الشركات على الزي الرسمي للعبة، بدءًا من موسم 2017-2018. ستظهر شارات إعلان الرعاية على الجهة اليسرى من القمصان، مقابل شعار نايكي، مما يمثل المرة الأولى التي يظهر فيها شعار الشركة المصنعة على قمصان الرابطة الوطنية لكرة السلة، وسيبلغ قياسها حوالي 2.5 × 2.5 بوصة. ستصبح الرابطة الوطنية لكرة السلة أول دوري رياضي محترف رئيسي في أمريكا الشمالية يسمح بشعارات الرعاية للشركات على الزي الرسمي للفريق، وآخر دوري يظهر شعار الشركة المصنعة للزي الرسمي على زي فريقه. كان أول فريق يعلن عن رعاية القميص هو فيلادلفيا سفنتي سيكسرز، الذي وافق على صفقة مع ستوب هاب.
في 6 يوليو 2017، كشفت رابطة كرة السلة الأمريكية عن نسخة محدثة من شعارها؛ وكانت متطابقة إلى حد كبير مع التصميم السابق، باستثناء الطباعة المنقحة ونمط الألوان "الأكثر ثراءً". بدأت الرابطة في تطبيق الشعار المحدث على ممتلكاتها خلال دوري كرة السلة الأمريكي الصيفي لعام 2017.
كما أصدرت رابطة كرة السلة الوطنية رسميًا زيًا رسميًا جديدًا من إنتاج شركة نايكي لجميع الفرق الثلاثين بدءًا من موسم 2017-2018. وألغت الرابطة تسمية الزي "المنزلي" و"الخارجي". وبدلاً من ذلك، سيكون لكل فريق أربعة أو ستة زي رسمي: إصدار "Association"، وهو الزي الأبيض للفريق، وإصدار "Icon"، وهو الزي الرسمي الملون للفريق، وزيّ "Statement" و"City"، والذي تستخدمه معظم الفرق كزي رسمي بديل. في عام 2018، أصدرت رابطة كرة السلة الوطنية أيضًا الزي الرسمي "Earned".
في عام 2018، أبدى آدم سيلفر دعمه لقرار المحكمة العليا بإلغاء الحظر الفيدرالي على المراهنات الرياضية. اعتقد سيلفر أن هذا من شأنه أن يجلب المزيد من الشفافية والنزاهة بالإضافة إلى فرص العمل. قبل تسمية DraftKings وFanDuel كشركاء رسميين للمراهنات الرياضية لـ NBA في عام 2021، عينت NBA أولاً MGM كشريك الألعاب الرسمي الحصري لـ NBA وWNBA - أول دوري رياضي أمريكي رئيسي يفعل ذلك. مع وجود صفقة بين 76ers وFOX Bet للمراهنات الرياضية آنذاك كأول اتفاقية بين فريق NBA وتطبيق مراهنات رياضية، دخلت المزيد من الفرق في شراكة مع المشغلين بعد ذلك. تُرجم هذا القبول المبكر للمراهنات الرياضية إلى أن كرة السلة هي الرياضة الأكثر رهانًا في الولايات المتحدة على كرة القدم في عام 2023.
كجزء من صفقة الشراكة متعددة السنوات في نوفمبر/تشرين الثاني 2021 مع الإمارات العربية المتحدة، استضافت الرابطة الوطنية لكرة السلة مباراتين تحضيريتين للموسم في أبو ظبي يومي 4 و6 أكتوبر/تشرين الأول 2024، مما يمثل رحلتها السنوية الثالثة إلى البلاد. ومع ذلك، أثارت هيومن رايتس ووتش مخاوف، مستشهدة بنمط الإمارات العربية المتحدة في استخدام الأحداث البارزة لتعزيز صورتها. واتهمت هيومن رايتس ووتش الدوري بالتواطؤ في "تبييض" سجل الإمارات العربية المتحدة السيئ في مجال حقوق الإنسان، بينما تسعى الإمارات إلى إظهار نفسها كدولة منفتحة، دون معالجة الانتهاكات. في 30 سبتمبر، كتبت هيومن رايتس ووتش رسالة إلى الدوري الأميركي للمحترفين، حثتها فيها على تنفيذ استراتيجية للتخفيف من مخاطر حقوق الإنسان، وضمان عدم استخدام مباريات ما قبل الموسم لصرف الانتباه عن انتهاكات الإمارات العربية المتحدة لحقوق الإنسان. وأشارت المنظمة الحقوقية أيضًا إلى أن الإمارات العربية المتحدة استضافت المباريات وسط تقارير عن تورط البلاد بشكل مباشر في تأجيج الحرب الأهلية في السودان. دعت مجموعة من منظمات حقوق الإنسان اتحاد كرة السلة الأميركي إلى إلغاء المباريات في أبو ظبي تضامنا مع السودانيين.

## نظام المسابقة

### نظام المنافسات
عادة ما يبدأ موسم الرابطة الوطنية لكرة السلة (بالإنجليزية: NBA)، في الأسبوع الأول من شهر نوفمبر، وينتهي بإقامة الدور النهائي بين بطل القسم الشرقي وبطل القسم الغربي في يونيو. وقبل انطلاق الموسم تتجمع الفرق في أكتوبر من كل عام، لأجل إقامة معسكرات الإعداد. يبدأ الدور التمهيدي (Regular Season) في شهر نوفمبر وينتهي في شهر أبريل.
تقام المرحلة الإقصائية (بلاي أوف) (بالإنجليزية: Playoff) في أواخر شهر أبريل حتى شهر يونيو، وينتهي بتأهل بطل القسم الشرقي والقسم الغربي لخوض المباراة النهائية لتحديد بطل المسابقة، والتي تقام عادةً في شهر يونيو. ثم تبدأ فترة الراحة الصيفية من شهر يوليو حتى شهر سبتمبر.
يذكر أن مباراة كل النجوم (بالإنجليزية: All-Star Game) تجمع بين نجوم القسم الشرقي والقسم الغربي وتقام في شهر فبراير.

### نظام اللاعبين
قبل انطلاق الموسم يحدد مدرب كل فريق قائمة تضم 12 لاعبًا يدخل بهم منافسات البطولة وتسمى بالقائمة النشطة. كما يقوم بتحديد ثلاثة لاعبين في القائمة غير النشطة يكونوا في الغالب لاعبين مسجلين في دوري الرابطة الوطنية لفئة التطوير. خلال الموسم من حق المدرب الاعتماد فقط على اللاعبين الـ 12 الموجودين في القائمة النشطة. في حالة إصابة لاعب من القائمة النشطة خلال الموسم يمكن للمدرب أن يستبدله بلاعب آخر من القائمة غير النشطة حتى قبل انطلاق المباراة بـ 60 دقيقة.

## دوري الرابطة الوطنية لفئة التطوير
دوري الرابطة الوطنية لفئة التطوير NBA Development League انطلقت نسخته الأولى في عام 2001، والهدف منه إعداد اللاعبين وتدعيم خبرتهم للمشاركة في وقت لاحق دوري المحترفين. وهو يضم حاليًا 16 فريقًا.

## أسعار التذاكر
في عام 2012 كانت التذكرة الواحدة تكلف مبلغ ما بين $10 إلى $3,000 حيث يرتبط تفاوت السعر على مكان المقعد وقوة الفريقين المتقابلين.

## الفرق الحالية
تأسس الدوري الاميركي للمحترفين في عام 1946 بوجود 11 فريقًا، ومن خلال سلسلة من التوسعات والتخفيضات والانتقالات للفريق، أصبح الدوري حاليًا مكوناً من 30 فريقًا. الولايات المتحدة هي موطن لـ 29 فريقًا. آخر هناك فريق واحد يقع في كندا وهو تورونتو رابترز.
يقسم تنظيم الدوري الحالي 30 فريقًا إلى قسمين (غربي وشرقي)؛ وثم تقسم تلك الأقسام إلى ثلاثة أقسام جزئية؛ كل منها يتكون من خمسة فرق. تم تقديم المواءمة التقسيمية الحالية في موسم 2004-05. حيث تعكس التوزيع السكاني للولايات المتحدة وكندا ككل، معظم الفرق الدوري تقع في النصف الشرقي من البلاد؛ بواقع 13 فريقًا في المنطقة الزمنية الشرقية، وتسعة في المنطقة الزمنية الوسطى، وثلاثة في الجبل، وخمسة في منطقة المحيط الهادئ.
| تقسيم          | فريق                   | المدينة ، الولاية | الساحه                       | سعة            | احداثيات                                          | تأسست عام      | معقود          |                |
| المؤتمر الشرقي | المؤتمر الشرقي         | المؤتمر الشرقي    | المؤتمر الشرقي               | المؤتمر الشرقي | المؤتمر الشرقي                                    | المؤتمر الشرقي | المؤتمر الشرقي | المؤتمر الشرقي |
| -------------- | ---------------------- | ----------------- | ---------------------------- | -------------- | ------------------------------------------------- | -------------- | -------------- | -------------- |
| أطلسي          | بوسطن سيلتكس           | بوسطن             | تي دي غاردن                  | 18,624         | 42°21′59″N 71°03′44″W / 42.366303°N 71.062228°W   | 1946           | 1946           |                |
| أطلسي          | بروكلين نتس            | نيويورك           | مركز باركليز                 | 17,732         | 40°40′58″N 73°58′29″W / 40.68265°N 73.974689°W    | 1967*          | 1976           |                |
| أطلسي          | نيويورك نيكس           | نيويورك           | ماديسون سكوير جاردن          | 19,812         | 40°45′02″N 73°59′37″W / 40.750556°N 73.993611°W   | 1946           | 1946           |                |
| أطلسي          | فيلادلفيا سفنتي سيكسرز | فيلادلفيا         | ولز فارجو سنتر               | 21,600         | 39°54′04″N 75°10′19″W / 39.901111°N 75.171944°W   | 1946*          | 1949           |                |
| أطلسي          | تورونتو رابتورز        | تورونتو           | سكوتيابانك أرينا             | 19,800         | 43°38′36″N 79°22′45″W / 43.643333°N 79.379167°W   | 1995           | 1995           |                |
| مركزي          | شيكاغو بولز            | شيكاغو            | يونايتد سنتر                 | 20,917         | 41°52′50″N 87°40′27″W / 41.880556°N 87.674167°W   | 1966           | 1966           |                |
| مركزي          | كليفلاند كافالييرز     | كليفلاند          | صاروخ حقل الرهن العقاري      | 20,562         | 41°29′47″N 81°41′17″W / 41.496389°N 81.688056°W   | 1970           | 1970           |                |
| مركزي          | ديترويت بيستونز        | ديترويت           | ليتل سيزرز أرينا             | 20,491         | 42°41′49″N 83°14′44″W / 42.696944°N 83.245556°W   | 1941*          | 1948           |                |
| مركزي          | إنديانا بايسرز         | إنديانابوليس      | جينبريدج فيلدهاوس            | 17,923         | 39°45′50″N 86°09′20″W / 39.763889°N 86.155556°W   | 1967           | 1976           |                |
| مركزي          | ميلووكي باكس           | ميلواكي           | فيسيرف فورم                  | 18,717         | 43°02′37″N 87°55′01″W / 43.043611°N 87.916944°W   | 1968           | 1968           |                |
| جنوب شرق       | أتلانتا هوكس           | أتلانتا           | ستيت فارم أرينا              | 15,711         | 33°45′26″N 84°23′47″W / 33.757222°N 84.396389°W   | 1946*          | 1949           |                |
| جنوب شرق       | شارلوت هورنتس          | تشارلوت           | سبيكترم سنتر                 | 19,077         | 35°13′30″N 80°50′21″W / 35.225°N 80.839167°W      | 1988*          | 1988*          |                |
| جنوب شرق       | ميامي هيت              | ميامي             | كاسية سنتر                   | 19,600         | 25°46′53″N 80°11′17″W / 25.781389°N 80.188056°W   | 1988           | 1988           |                |
| جنوب شرق       | أورلاندو ماجيك         | أورلاندو          | مركز امواى                   | 18,846         | 28°32′21″N 81°23′01″W / 28.539167°N 81.383611°W   | 1989           | 1989           |                |
| جنوب شرق       | واشنطن ويزاردز         | واشنطن العاصمة    | كابيتال وان أرينا            | 20,356         | 38°53′53″N 77°01′15″W / 38.898056°N 77.020833°W   | 1961*          | 1961*          |                |
| المؤتمر الغربي |                        |                   |                              |                |                                                   |                |                |                |
| شمال غرب ‏      | دنفر ناغتس             | دنفر              | بول أرينا                    | 19,520         | 39°44′55″N 105°00′27″W / 39.748611°N 105.0075°W   | 1967           | 1976           |                |
| شمال غرب ‏      | مينيسوتا تمبر ولفز     | منيابولس          | تارغت سنتر                   | 19,356         | 44°58′46″N 93°16′34″W / 44.979444°N 93.276111°W   | 1989           | 1989           |                |
| شمال غرب ‏      | أوكلاهوما سيتي ثاندر   | أوكلاهوما سيتي    | باي كوم سنتر                 | 18,203         | 35°27′48″N 97°30′54″W / 35.463333°N 97.515°W      | 1967*          | 1967*          |                |
| شمال غرب ‏      | بورتلاند ترايل بلايزرز | بورتلاند          | مركز مودا                    | 19,441         | 45°31′54″N 122°40′00″W / 45.531667°N 122.666667°W | 1970           | 1970           |                |
| شمال غرب ‏      | يوتا جاز               | سولت ليك          | دلتا سنتر                    | 19,911         | 40°46′06″N 111°54′04″W / 40.768333°N 111.901111°W | 1974*          | 1974*          |                |
| المحيط الهادي  | غولدن ستايت ووريورز    | سان فرانسيسكو     | تشيس سنتر                    | 18,064         | 37°46′05″N 122°23′15″W / 37.768056°N 122.3875°W   | 1946*          | 1946*          |                |
| المحيط الهادي  | لوس أنجلوس كليبرز      | لوس أنجلوس        | ستيبلز سينتر                 | 19,060         | 34°02′35″N 118°16′02″W / 34.043056°N 118.267222°W | 1970*          | 1970*          |                |
| المحيط الهادي  | لوس أنجلوس ليكرز       | لوس أنجلوس        | ستيبلز سينتر                 | 18,997         | 34°02′35″N 118°16′02″W / 34.043056°N 118.267222°W | 1947*          | 1948           |                |
| المحيط الهادي  | فينيكس صنز             | فينيكس            | مركز البصمة                  | 18,055         | 33°26′45″N 112°04′17″W / 33.445833°N 112.071389°W | 1968           | 1968           |                |
| المحيط الهادي  | سكرامنتو كينغز         | ساكرامنتو         | غولدن 1 سنتر                 | 17,500         | 38°38′57″N 121°31′05″W / 38.649167°N 121.518056°W | 1923*          | 1948           |                |
| جنوب غرب       | دالاس مافيريكس         | دالاس             | مركز الخطوط الجوية الأمريكية | 19,200         | 32°47′26″N 96°48′37″W / 32.790556°N 96.810278°W   | 1980           | 1980           |                |
| جنوب غرب       | هيوستن روكتس           | هيوستن            | مركز تويوتا                  | 18,055         | 29°45′03″N 95°21′44″W / 29.750833°N 95.362222°W   | 1967*          | 1967*          |                |
| جنوب غرب       | ميمفيس غريزليس         | ممفيس             | فيديكس فوروم                 | 18,119         | 35°08′18″N 90°03′02″W / 35.138333°N 90.050556°W   | 1995*          | 1995*          |                |
| جنوب غرب       | نيو أورلينز بيليكانز   | نيو أورلينز       | مركز سموثي كينج              | 16,867         | 29°56′56″N 90°04′55″W / 29.948889°N 90.081944°W   | 2002*          | 2002*          |                |
| جنوب غرب       | سان أنطونيو سبرز       | سان أنطونيو       | أيه تي أند تي سنتر           | 18,418         | 29°25′37″N 98°26′15″W / 29.426944°N 98.4375°W     | 1967*          | 1976           |                |

ملاحظات
1. تشير علامة النجمة (*) إلى حركة الامتياز. راجع مقالات الفريق المعنية لمزيد من المعلومات.
2. ال ديترويت بيستونز، لوس أنجلوس ليكرز وسكرامنتو كينغز انضم الجميع إلى الدوري الاميركي للمحترفين (اتحاد كرة السلة الأمريكي) في عام 1948 من الدوري الوطني لكرة السلة  [لغات أخرى]‏.
3. ال فيلادلفيا سفنتي سيكسرز وأتلانتا هوكس انضم إلى الدوري الاميركي للمحترفين في عام 1949 كجزء من امتصاص BAA-NBL.
4. إنديانا بيسرز, بروكلين نتس, انضم كل من سان أنطونيو سبيرز ودنفر ناجتس إلى الدوري الاميركي للمحترفين في عام 1976 كجزء من ABA–NBA merger.
5. ال شارلوت هورنتس تعتبر استمرارا لامتياز شارلوت الأصلي. لهذا السبب ، لم تعد نيو أورليانز بيليكانز هي نفس امتياز شارلوت هورنتس الأصلي. عرفت هورنتس باسم بوبكاتس من 2004-2014. تأسست نيو أورليانز البجع في عام 2002. عاد تشارلوت هورنتس إلى الدوري في عام 2004.

## سجل الأبطال
| الفرق                                           | التتويج | الوصافة | المجموع | سنوات التتويج                                                                                              | سنوات الوصافة                                                                            |
| ----------------------------------------------- | ------- | ------- | ------- | --- | ---------------------------------------------------------------------------------------- |
| بوسطن سيلتكس                                    | 18      | 5       | 23      | 1957, 1959, 1960, 1961, 1962, 1963, 1964, 1965, 1966, 1968, 1969, 1974, 1976, 1981, 1984, 1986, 2008, 2024 | 1958, 1985, 1987, 2010, 2022                                                             |
| لوس أنجلوس ليكرز                                | 17      | 15      | 32      | 1949, 1950, 1952, 1953, 1954, 1972, 1980, 1982, 1985, 1987, 1988, 2000, 2001, 2002, 2009, 2010, 2020       | 1959, 1962, 1963, 1965, 1966, 1968, 1969, 1970, 1973, 1983, 1984, 1989, 1991, 2004, 2008 |
| فيلادلفيا/سان فرانسيسكو/غولدن ستايت ووريورز     | 7       | 5       | 12      | 1947, 1956, 1975, 2015, 2017, 2018, 2022                                                                   | 1948, 1964, 1967, 2016, 2019                                                             |
| شيكاغو بولز                                     | 6       | 0       | 6       | 1991, 1992, 1993, 1996, 1997, 1998                                                                         | —                                                                                        |
| سان أنطونيو سبرز                                | 5       | 1       | 6       | 1999, 2003, 2005, 2007, 2014                                                                               | 2013                                                                                     |
| سيراكيوز ناشيونال/فيلادلفيا سفنتي سيكسرز        | 3       | 6       | 9       | 1955, 1967, 1983                                                                                           | 1950, 1954, 1977, 1980, 1982, 2001                                                       |
| فورت واين/ديترويت بيستونز                       | 3       | 4       | 7       | 1989, 1990, 2004                                                                                           | 1955, 1956, 1988, 2005                                                                   |
| ميامي هيت                                       | 3       | 4       | 7       | 2006, 2012, 2013                                                                                           | 2011, 2014, 2020, 2023                                                                   |
| نيويورك نيكس                                    | 2       | 6       | 8       | 1970, 1973                                                                                                 | 1951, 1952, 1953, 1972, 1994, 1999                                                       |
| سياتل سوبرسونيكس/أوكلاهوما سيتي ثاندر           | 2       | 3       | 5       | 1979, 2025                                                                                                 | 1978, 1996, 2012                                                                         |
| هيوستن روكتس                                    | 2       | 2       | 4       | 1994, 1995                                                                                                 | 1981, 1986                                                                               |
| ميلووكي باكس                                    | 2       | 1       | 3       | 1971, 2021                                                                                                 | 1974                                                                                     |
| كليفلاند كافالييرز                              | 1       | 4       | 5       | 2016 | 2007, 2015, 2017, 2018                                                                   |
| بالتيمور/واشنطن بوليتس/واشنطن ويزارد            | 1       | 3       | 4       | 1978 | 1971, 1975, 1979                                                                         |
| سينت لويس/أتلانتا هوكس                          | 1       | 3       | 4       | 1958 | 1957, 1960, 1961                                                                         |
| بورتلاند ترايل بلايزرز                          | 1       | 2       | 3       | 1977 | 1990, 1992                                                                               |
| دالاس مافيريكس                                  | 1       | 2       | 3       | 2011 | 2006, 2024                                                                               |
| بالتيمور باليتس (سابقاً في 1954)                 | 1       | 0       | 1       | 1948 | —                                                                                        |
| روشيستر رويالز\سكرامنتو كينغز                   | 1       | 0       | 1       | 1951 | —                                                                                        |
| تورونتو رابتورز                                 | 1       | 0       | 1       | 2019 | —                                                                                        |
| دنفر ناغتس                                      | 1       | 0       | 1       | 2023 | —                                                                                        |
| فينيكس صنز                                      | 0       | 3       | 3       | — | 1976, 1993 2021                                                                          |
| نيو أورليانز جاز/يوتا جاز                       | 0       | 2       | 2       | — | 1997, 1998                                                                               |
| نيوجيرسي/بروكلين نتس                            | 0       | 2       | 2       | — | 2002, 2003                                                                               |
| أورلاندو ماجيك                                  | 0       | 2       | 2       | — | 1995, 2009                                                                               |
| إنديانا بايسرز                                  | 0       | 2       | 2       | — | 2000, 2025                                                                               |
| شيكاغو ستايغس (حُلَّ في 1950)                      | 0       | 1       | 1       | — | 1947                                                                                     |
| واشنطن كابيتولز (حُلَّ في 1951)                    | 0       | 1       | 1       | — | 1949                                                                                     |
| بوفالو بريفز/سان دييغو كليبرز/لوس أنجلوس كليبرز | —       | —       | —       | |                                                                                          |
| شارلوت هورنتس/بوب كاتس                          | —       | —       | —       | |                                                                                          |
| مينيسوتا تمبر ولفز                              | —       | —       | —       | |                                                                                          |
| نيو أورلينز هورنيتس/نيو أورلينز بيليكانز        | —       | —       | —       | |                                                                                          |
| فانكوفر جريزليز/ميمفيس غريزليس                  | —       | —       | —       | |                                                                                          |

## وصلات خارجية
- إن بي أي على موقع الموسوعة البريطانية (الإنجليزية)
- إن بي أي على موقع ميوزك برينز (الإنجليزية)
- موقع الرابطة الوطنية لكرة السلة
- قسم الدوري الأمريكي لكرة السلة للمحترفين في موقع كووورة
- NBA News